# Creuse (departament)
Creuse (wymowaⓘ) – departament w centralnej Francji, w regionie Nowa Akwitania. Swoją nazwę bierze od rzeki Creuse. Departament został utworzony podczas rewolucji francuskiej 4 marca 1790, z terenów dawnej prowincji Marche. Ośrodkiem administracyjnym (prefekturą) departamentu jest miasto Guéret.
W 2023 roku w skład departamentu wchodziło 256 gmin (lista).

## Miejscowości
Największe miejscowości departamentu (w nawiasach liczba ludności w 2021 roku):

- Guéret (12 840)
- La Souterraine (4933)
- Aubusson (3108)
- Sainte-Feyre (2497)
- Bourganeuf (2450)
- Saint-Sulpice-le-Guérétois (1911)
- Saint-Vaury (1732)
- Gouzon (1560)
- Felletin (1536)
- Fursac (1437)
- Ahun (1433)
- Bonnat (1352)
- Évaux-les-Bains (1291)
- Boussac (1242)
- Le Grand-Bourg (1195)
- Auzances (1177)
- Saint-Maurice-la-Souterraine (1158)
- Saint-Dizier-Masbaraud (1125)
- Dun-le-Palestel (1091)
- Saint-Agnant-de-Versillat (1079)
- Saint-Fiel (1061)
- Bussière-Dunoise (1040)
- Ajain (1032)